# Myleus schomburgkii
Myleus schomburgkii är en fiskart som först beskrevs av Jardine, 1841.  Myleus schomburgkii ingår i släktet Myleus och familjen Characidae. Inga underarter finns listade i Catalogue of Life.